# Ukraines uafhængighedsdag
Ukraines uafhængighedsdag (ukrainsk День незалежності України) er den vigtigste almene helligdag i Ukraine , og fejres 24. august til minde om Ukraines uafhængighedserklæring i 1991.
Første gang man fejrede var 16. juli 1991, på dagen et år efter Ukraines statssuverænitetserklæring var blevet accepteret af Verkhovna Rada i 1990. Men da selvstændigheden blev udråbt, og blev bekræftet ved en folkeafstemning den 1. december 1991, flyttedes datoen.
Siden 2004 fejres 23. august som Ukraines nationalflags dag, som forberedelse for fejringen af selvstændighedsdagen.